# Horacjusz (dramat)
Horacjusz (fr. Horace) – tragedia Pierre’a Corneille’a wystawiona w roku 1640.

## Data powstania utworu
Po głośnym sporze wokół Cyda i niekorzystnym dla niego wyroku sądowym, któremu, acz niechętnie, się poddał, Corneille w sezonie 1637/1638 i 1638/1639 pauzował. Dopiero w 1640 roku przedstawił swą kolejną sztukę, Horacjusza, dedykowaną Richelieu'mu. Dramat wystawiony przez trupę Monodory’ego, początkowo nie został dobrze przyjęty przez publiczność. Corneille pisze w Roztrząsaniach z 1660 o upadku Horacjusza. Ostatecznie jednak sztuka okazała się sukcesem.
Chcąc zabezpieczyć się przed krytyką Corneille poddał utwór ocenie grona uczonych, do którego należeli Chapelain i ksiądz d'Aubignac. Potępili oni zabójstwo Kamilli, wyraźnie poświadczone przez Liwiusza. Proponowali bardziej „przyzwoite” zakończenie, gdzie Kamilla sama rzuca się na miecz brata. Corneille po namyśle zachował jednak rozwiązanie pierwotne.

## Osoby
| Osoba           | Jej rola w dramacie             |
| --------------- | ------------------------------- |
| Tullus          | król Rzymu                      |
| Stary Horacjusz | obywatel rzymski                |
| Horacjusz       | jego syn                        |
| Kamilla         | jego córka                      |
| Kuriacjusz      | obywatel Alby                   |
| Sabina          | jego siostra, a żona Horacjusza |
| Julia           | Rzymianka                       |
| Waleriusz       | obywatel rzymski                |
| Flawian         | obywatel Alby                   |
| Prokul          | obywatel rzymski                |

## Treść

### Akt I

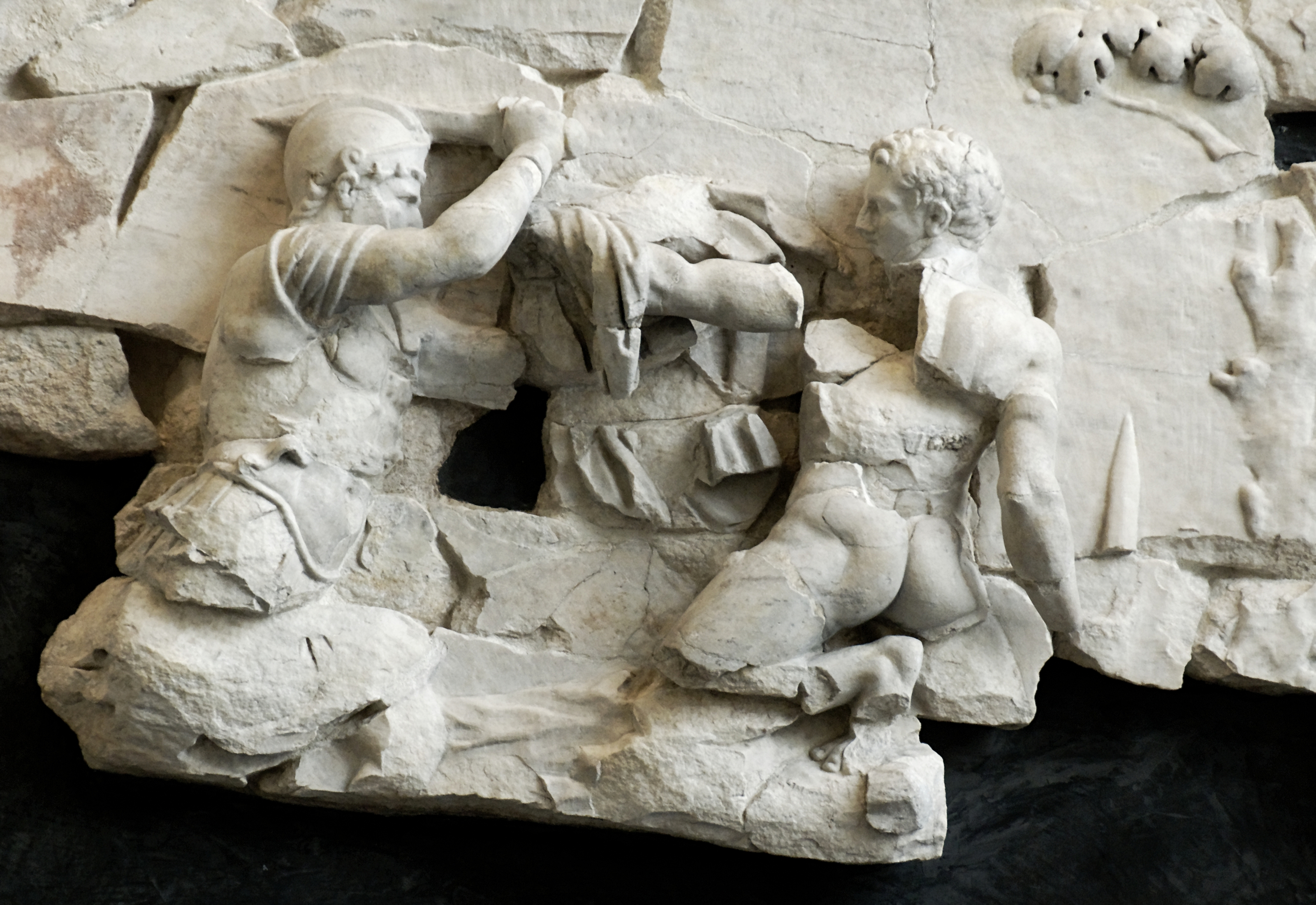
Walka Horacjuszy z Kuriacjuszami. Fryz z Basilica Aemilia.

W obliczu mającej się rozegrać bitwy pomiędzy Rzymianami a mieszkańcami Alby Longi, Sabina, albanka, czuję się rozdarta pomiędzy miłością do męża Horacjusza, a miłością do miasta rodzinnego. Julia zaleca jej naśladować szwagierkę Kamillę, która przezwyciężyła swe wahania. Sabina podejrzewa, że zdradziła swego ukochanego z Alby dla Rzymianina, Waleriusza. Kamilla zwierza się jednak Julii, że przyczyną jej dobrego humoru stała się wróżba zapowiadająca pokój pomiędzy Rzymem i Albą i jej wieczne złączenie się z ukochanym. Tymczasem zjawia się w Rzymie jej ukochany, Kuriacjusz. Okazuje się, że dzięki rozwadze wodza rzymskiego została powstrzymana bratobójcza walka. Wojnę ma rozstrzygnąć pojedynek trzech Rzymian z trzema albańczykami. Do tego czasu bramy obydwu miast pozostają otwarte.

### Akt II
Kuriacjusz dowiaduje się, że Horacjusz wraz z braćmi został wyznaczony do wzięcia udziału w pojedynku. Staje więc przed dylematem albo jego ojczyzna straci wolność, albo on przyjaciela. Tymczasem wysłannik z Alby, Flawian, przynosi wiadomość, że Kuriacjusz wraz z braćmi został wystawiony do pojedynku przez swoje miasto. Jest wstrząśnięty koniecznością walki z przyjacielem i szwagrem. Horacjusz wzywa go jednak do odrzucenia niemęskiego żalu i do poświęcenia się ojczyźnie. Kamilla błaga Kuriacjusza, by zrezygnował z walki. Kuriacjusz czuje jednak, że nie może porzucić swoich współobywateli, którzy wierzą, że może ich ocalić. Sabina żąda od brata lub męża, by ją przebili mieczem, aby nie musiała dożyć śmierci jednego z nich. Grozi, że w przeciwnym razie przeszkodzi im w pojedynku. Stary Horacjusz zagrzewa obydwu młodzieńców do wzajemnej walki i męstwa w boju. Horacjusz prosi ojca, by zamknął jego żonę pod strażą.

### Akt III

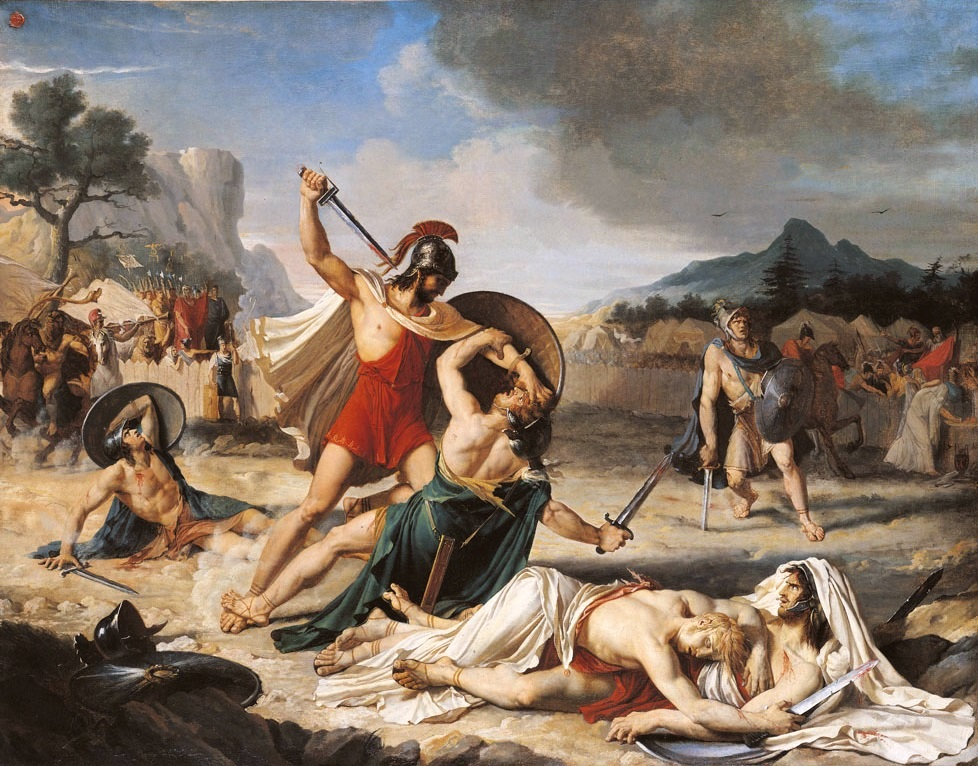
Pojedynek Horacjuszów z Kuriacjuszami. Fulchran-Jean Harriet. 1798.

Sabina w trwodze oczekuje na wieści o śmierci męża lub braci, gdy Julia przynosi nowinę, że na widok stających przeciw sobie do walki przyjaciół zaprotestowało wojsko. I choć wyznaczeni do pojedynku nie chcieli odstąpić od walki, król widząc zamęt w obu armiach zarządził odroczenie pojedynku i zwrócenie się o wyrok do bogów. Sabina ma nadzieję na odmianę losu. Kamilla nie spodziewa się już niczego. Stary Horacjusz przynosi wieść, że z woli bogów jego synowie i Kuriacjusze stanęli jednak do pojedynku. Stara się pokrzepić na duchu strwożone kobiety. Julia przynosi wiadomość, że dwaj Horacjusze padli w walce, a trzeci, mąż Sabiny, uciekł z pola walki. Tym samym Rzym zostaje poddany Albie. Sabina cieszy się, że żyją jej bracia i mąż. Stary Horacjusz zapowiada jednak, że hańbę, jaką ściągnęła na jego ród ta ucieczka zmazać może jedynie śmierć winowajcy.

### Akt IV
Stary Horacjusz grozi śmiercią swemu synowi, gdy zjawia się Waleriusz i składa mu w imieniu króla podziękowanie. Wzburzony wciąż jeszcze ojciec dowiaduje się, że ostatni z synów rzucił się do ucieczki i w ten sposób kolejno zabił wszystkich trzech Kuriacjuszy, przez co zapewnił zwycięstwo Rzymowi. Stary Horacjusz jest szczęśliwy i zabrania się córce smucić utratą ukochanego wobec tak wielkiej radości i chwały ojczyzny. Kamilla postanawia jednak rozdrażnić nadchodzącego brata i znaleźć śmierć z jego ręki. Łaje więc nadchodzącego brata, przeklina Rzym i wzywa klęski na znienawidzone miasto. Wytrącony z równowagi brat zabija ją. Sabina chce, żeby skrócił również jej mękę. Stary Horajusz ubolewa, że sam wymierzył sprawiedliwość siostrze. Ma jednak nadzieję, że sąd królewski zważy na jego zasługi w ocaleniu ojczyzny.

### Akt V

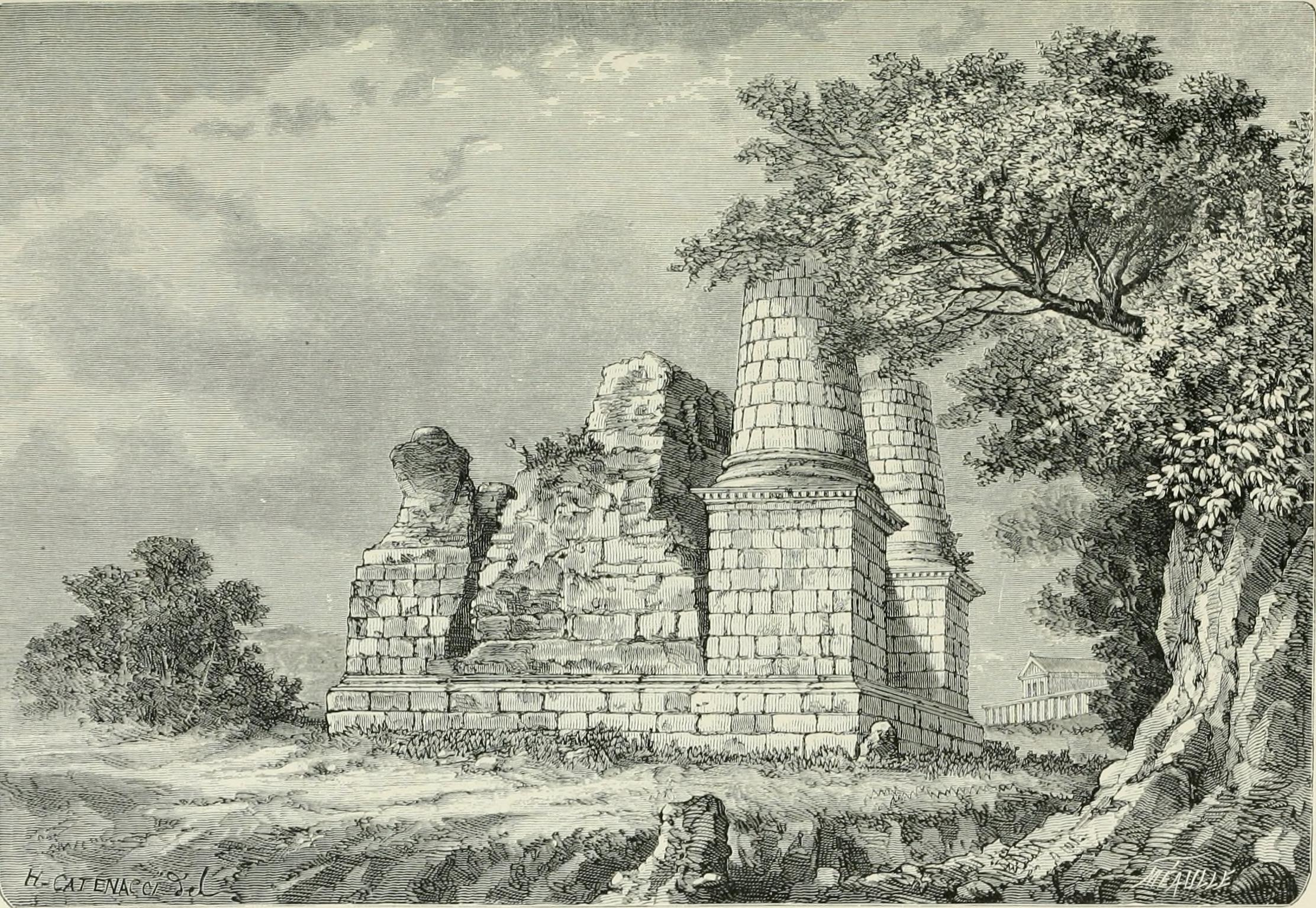
Grób Horacjuszów i Kuriacjuszów.

Król przybywa do domu Horacjuszów podziękować ojcu dzielnych synów za uratowanie kraju. Nie może też nie zganić nadmiernej dbałości o honor kraju obrońcy państwa, która doprowadziła go do zamordowania siostry. Waleriusz, zakochany w Kamilli, żąda od króla sprawiedliwości wobec Horacjusza winnego zabójstwa siostry. Horacjusz poddaje się pod osąd królewski. Sabina prosi o wymierzenie kary jej w zamian za męża. Stary Horacjusz błaga o łaskę, z czwórki dzieci pozostał mu już tylko jeden syn. Król, uznając zasługi Horacjusza dla ojczyzny daruje mu karę za zabójstwo. Nakazuje pochować Kamillę wspólnie z jej ukochanym Kuriacjuszem. Tak spełnia się wyrocznia.

## Analiza

### Struktura utworu
Akcja tragedii rozgrywa się w ciągu 24 godzin. System naprzemiennych relacji pozwala zachować autorowi jedność miejsca. Sama akcja nie jest natomiast jednolita, ulega rozbiciu od momentu powrotu zwycięskiego Horacjusza po pojedynku. Krytycy XVII-wieczni zarzucali też dramaturgowi zlekceważenie zasady dobrego smaku (règle de bienséances), zgorszeni krwawą sceną zabójstwa Kamilli na scenie. W 1660 roku autor winą za zabójstwo na scenie Kamilli obarczył aktorów, twierdząc, że to na ich życzenie i wbrew jego woli bohaterka nie zginęła za kulisami. Emil Deschanel wskazał na psychologiczne nieprawdopodobieństwo rozwoju akcji dramatu, wskazując, że Stary Horacjusz powinien był udać się z synami na plac boju. Pozostawienie go w domu służy jedynie temu, by Julia mogła przynieść fałszywe wieści, a dostojny ojciec wykrzyknąć o synuː Niechby zginął. Zdaniem Deschanela cała akcja utworu została oparta na zwykłym nieporozumieniu. Współcześni Corneille’owi krytycy mieli do niego jedynie pretensję o rozwiązanie dramatu, który według nich powinien się raczej zakończyć samobójstwem niż morderstwem Kamilli. Autor bronił się jednak wskazując, że jest ono zgodne z wersją Liwiusza.

### Kontekst

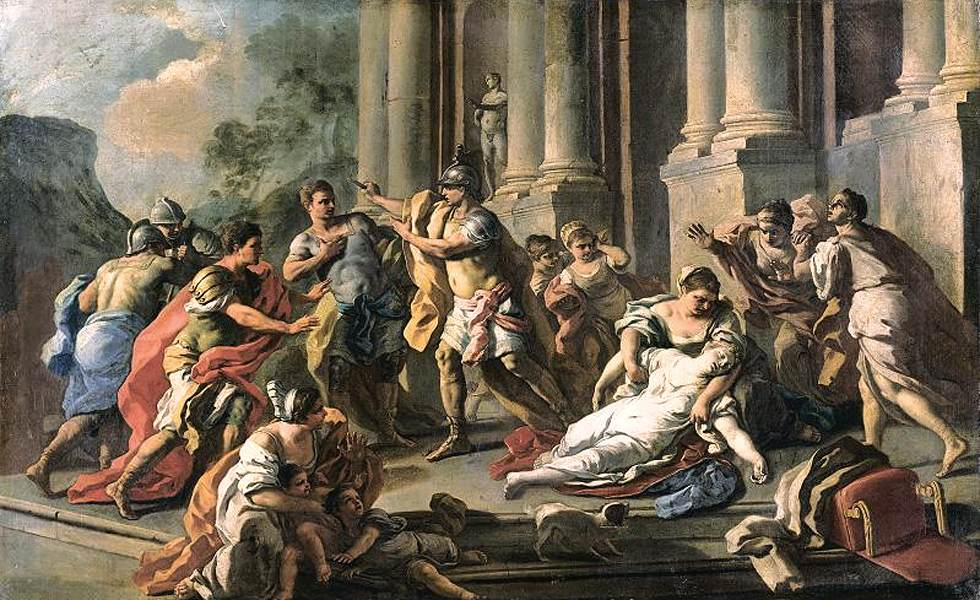
Horacjusz zabija swą siostrę. Francesco de Mura. ok. 1760.

Utwór został dedykowany Richelieu'mu. Corneille pisał w dedykacjiː Tyle dobrodziejstw, które otrzymałem [od Waszej Eminencji]... Jej zawdzięczam to wszystko, czym jestem. I dodawał, że jest w nim dwóch pisarzyː ten którym był przed poddaniem się kardynałowi i ten który ukształtował się później. Ta dostrzegalna zmiana, którą widzi się w moich dziełach, odkąd mam zaszczyt być sługą Waszej Eminencji, cóż to innego niż wpływ wielkich idei, którymi mnie Ona inspiruje, gdy raczy znosić moje służby? Pisarz publicznie zobowiązał się do posłuszeństwa wobec Richelieu'go i jego polityki. Z niej zaczerpnął wielkie idee, czyniąc je swym natchnieniem. Natomiast aprobata kardynała oznaczała, że ręczy on za tę sztukę.
Horacjusz powstał w trakcie toczącej się od pięciu lat wojny wewnętrznej, w której przeciwnicy króla, z królową matką Marią Medycejską chronili się pod skrzydła Kościoła katolickiego. Wojna stwarzała skomplikowane i bolesne problemy moralne, ponieważ stawiała wielu przyjaciół i krewnych po przeciwnych stronach konfliktu. Wielu Francuzów miało bliskich w opozycji lub na wygnaniu. O korespondencję z wrogiem została między innymi oskarżona królowa Anna Austriaczka. W sztuce Corneille’a jej bohaterowie również różnie reagują na fakt wojny bratobójczej, a poeta staje się wyrozumiałym i ludzkim wyrazicielem ich uczuć.

### Moralność czasu wojny
Młody Horacjusz jest w utworze wyrazicielem przyszłości, proponuje postępowanie najodpowiedniejsze w danej chwili. Kto przeżył powinien normalnie żyć dalej. Jego twarda postawa jest jedyną rozsądną w danej sytuacji. Upojony zwycięstwem zabija Kamillę. Uważa swój czyn za akt sprawiedliwości, ale potem ogarnia go zwątpienie. Poddaje się więc pod osąd ojca i króla. Król uznaje go zgodnie z prawem za winnego. I on jednak wątpi. Uwydatniają to warianty tekstuː niebezpieczny zapał Horacjusza (1642), staje się szlachetnym zapałem (1656), by w 1660 r. znowu stać się niebezpiecznym zapałem. Nie sposób oceniać Horacjusza tak jak zwykłego obywatela, należy on bowiem do tych, którzy zapewniają krajowi bezpieczeństwo. Król bierze pod uwagę wdzięczność, jaką winien Horacjuszowi cały naród, jego pobudki, winę Kamili i ostatecznie wypowiada słowa przebaczenia.
Horacjusz prezentuje moralność wyjątkową. Jako że największym zagrożeniem dla ojczyzny jest defetyzm, wielkiego poddanego, który miał odwagę zdusić potwora, należy zrozumieć i okazać mu litość. Ta moralność będąca wynikiem racji stanu doskonale odpowiadała potrzebom Francji będącej w stanie wojny. Usprawiedliwiała niezłomność, z jaką Richelieu walczył z opozycją.

## Tłumaczenie na język polski
Przekładu tragedii na język polski dokonał na początku XIX wieku Ludwik Osiński. Osiński przetłumaczył cztery z pięciu aktów dramatu. Zmianę punktu ciężkości przekładu w stosunku do oryginału zaznaczył też zmianą tytułu na Horacjusze. Tragedia ukazała się drukiem w 1802 i 1885 roku. Ostatni raz przekład Osińskiego został wydany w 1978 roku w zbiorowym wydaniu tragedii Corneille’a i Racine’a.